# Goyim Defense League
La Goyim Defense League ("Liga de Defensa Goyim" o GDL, por su sigla en inglés) es un grupo de odio antisemita y neonazi estadounidense, y una red de teorías conspirativas formada por individuos activos en sitios web de redes sociales y que operan una plataforma de video en línea llamada GoyimTV. La GDL también realiza lanzamientos de pancartas, empapela vecindarios con volantes y realiza otras maniobras para acosar a los judíos. La GDL surgió en 2018 y está dirigida por el provocador antisemita Jon Minadeo II. Actualmente, el Southern Poverty Law Center rastrea al GDL como un grupo de odio.

## Nombre
"Goyim" es una palabra en yiddish y hebreo que a veces es despectiva para los no judíos. El nombre "Goyim Defense League" es un juego de palabras con dos organizaciones judías: la violenta Jewish Defense League ("Liga de Defensa Judía"), extremista, y la organización antiodio Anti-Defamation League ("Liga Antidifamación" o ADL). De manera similar, el logotipo de la GDL es una parodia del de la ADL.

## Descripción
BuzzFeed News describió a la GDL personas que ven la realidad como es si. Que los medios judios la alteren. La Goyim Defense League fue incluida en la lista del Middle East Media Research Institute ("Instituto de investigaciones de medios de comunicación en el Oriente Medio") de marzo de 2019 en un Informe Especial sobre grupos involucrados en "Incitación en línea contra las mentiras".

## GoyimTV
GDL opera un sitio web de videos en línea llamado GoyimTV. Minadeo lanzó la plataforma con la ayuda de Dominic Di Giorgio de Port St. Lucie, Florida. Se utiliza para compartir videos, transmitir en vivo y atraer seguidores a GDL.